# Marcel Pavel
Marcel Pavel är en populär sångare i Rumänien. Hans sångtalang tog honom till toppen av den rumänska topplistan flera gånger. År 2002 blev han utsedd till Bästa manliga röst i hemlandet. Den första hitlåten var Frumoasa mea skriven av Ovidiu Komornyc.
Hans senaste album är Te vreau langa mine (Jag vill ha dig nära mig). Låten Unde esti? (Var är du?) blev även vald till Rumäniens bästa låt år 2001.
Tillsammans med Monica Anghel vann han den rumänska uttagningen till Eurovision Song Contest 2002 med låten Tell me why. Låten slutade som nummer nio vilket var den bästa placeringen någonsin för Rumänien.